# قافله این عمر
قافلهٔ این عمر یک مجموعهٔ تلویزیونی ایرانی به کارگردانی مجید بهشتی است که در سال ۱۳۶۹ تولید و از شبکه ۱ سیمای جمهوری اسلامی ایران  پخش گردید.

## خلاصه داستان
آهنگسازی به‌خاطر خریدن یک پیانو برای دخترش، مجبور می‌شود تا لوازم منزلش را بفروشد. او همچنین تصمیم می‌گیرد تا پدرش را که در خانه سالمندان است، به خانه بیاورد. رفته‌رفته و در کنار فشارهای سخت روانی و کار زیاد و مشکلات زیاد، معلوم می‌شود که او به سرطان حنجره نیز گرفتار شده است. در انتها پدربزرگ از خانه می‌رود و پولِ بیمهٔ عمر خود را به پسرش می‌دهد تا شرایط درمان او مهیا شود.

## بازیگران و عوامل تولید

### بازیگران
- جمشید مشایخی[۲]
- بهزاد فراهانی
- محمد ابهری
- پرویز پورحسینی
- مهراوه شریفی‌نیا
- هرمز هدایت[۳]
- آزیتا صالحی